# ام‌صبیان
ام صِبْیان یا ام‌الصِبْیان نام موجودی پندارین است که داستان‌های او در یمن و کشورهای عرب خلیج فارس و در بین عرب‌های خوزستان مخصوصا شادگان رواج دارد.
او را به ریخت مادینه‌غولی زشت و گاوپا می‌پندارند که بیشتر به شکل زنی زیبا شب‌ها یا پیش از پگاه بر مردم پدیدار می‌شود.
او مردها را می‌دزدد. می‌گویند که کسانی که چهرهٔ راستین او را ببینند یا دیوانه می‌شوند یا می‌میرند.